# Gripsholm (film)
Gripsholm è un film del 2000 diretto da Xavier Koller.

## Trama
Nel 1932, lo scrittore berlinese Kurt fu incaricato dal suo editore di scrivere una storia estiva leggera, poiché i suoi scritti politici non sono più accolti con simpatia sulla scia di un nazionalismo rafforzato. Con la sua ragazza Lydia, che chiama la principessa, si reca a Strängnäs in Svezia, dove la coppia si gode l'idillio estivo al castello di Gripsholm, fino a quando, dopo un po', compare l'amico di Kurt, Karlchen. Da lui, il protagonista scopre che deve affrontare una causa a Berlino. Di conseguenza, lo scrittore decide di rimanere in esilio in Svezia.